# لوون چایلاخیان
لوون چایلاخیان (ارمنی: Լևոն Միքայելի Չայլախյան؛ زاده ۲۱ ژوئن ۱۹۲۸ در ایروان - درگذشته ۲۳ فوریه ۲۰۰۹) روان‌شناس و فیزیولوژیست اهل ارمنستان بود.

## زندگی‌نامه
وی در ۲۱ ژوئن ۱۹۲۸ در ایروان به دنیا آمد و از دانشگاه دولتی مسکو فارغ‌التحصیل گشت. وی فرزند گیاه‌شناس برجسته ارمنی میکائل چایلاخیان و تامارا آماتونی بود.  وی عضو آکادمی علوم روسیه بود. وی در ۲۳ فوریهٔ ۲۰۰۹ در سن ۸۰ سالگی در پوشچینو درگذشت.